# Eva-Maria Liimets
Eva-Maria Liimets, estonska političarka; * 31. maj 1974, Talin.
Je nekdanja veleposlanica na Češkem, Hrvaškem in v Sloveniji. Kasneje je bila v času vlade premierke Kaje Kallas ministrica za zunanje zadeve Estonije. Estonska sredinska stranka jo je predlagala kot neodvisno kandidatko januarja 2021, stranki pa se je uradno pridružila 9. junija 2021. Skupaj z vsemi sedmimi ministri v vladi mlajše partnerice vladne koalicije je bila razrešena 3. junija 2022.

## Mladost
Diplomirala je iz javne uprave na Univerzi v Tartuju in magistrirala iz mednarodnega poslovnega managementa (MBA) na Estonian Business School. Je diplomantka 19. mednarodnega tečaja za varnostno politiko na Ženevskem centru za varnostno politiko (GCSP).

## Diplomacija
Bila je veleposlanica Estonije na Češkem s poverilnimi pismi tudi v Sloveniji in na Hrvaškem.

## Ministrica za zunanje zadeve
Kmalu po tem, ko je Liimets prevzela položaj, je zunanje ministrstvo napovedalo "arktični mesec" - prizadevanje Estonije, da leta 2021 zaprosi za status opazovalke v Arktičnem svetu. "Razvoj na Arktiki bi moral skrbeti vse, saj tamkajšnje podnebne spremembe vplivajo na ves svet," je dejala Liimets.